# Třída Šikišima (1898)
Třída Šikišima byla třída predreadnoughtů japonského císařského námořnictva postavených v britských loděnicích podle modifikovaných plánů bitevních lodí Royal Navy. Postaveny byly dvě jednotky této třídy. V prvoliniové službě byly v letech 1900–1921. Zúčastnily se rusko-japonské války, ve které se Hacuse potopila po najetí na miny. Šikišima byla po vyřazení sešrotována.

## Stavba
Dvě bitevní lodě této třídy byly objednány ve Velké Británii v rámci desetiletého plánu rozvoje loďstva z roku 1896. Projektoval je G. C. Macrow, který vycházel z britské třídy Majestic. Výzbroj byla shodná a pohonný systém podobný předcházející třídě Fudži, takže plavidla mohla vytvořit homogenní bitevní eskadru. Stavba proběhla v letech 1897–1901. Provedly ji britské loděnice Thames Ironworks and Shipbuilding Company v Leamouthu a Armstrong v Elswicku.
Jednotky třídy Šikišima:
| Jméno    | Loděnice         | Založení kýlu | Spuštěna | Vstup do služby | Poznámka                                   |
| -------- | ---------------- | ------------- | -------- | --------------- | ------------------------------------------ |
| Šikišima | Thames Ironworks | 1897          | 1898     | 26. ledna 1900  | Sešrotována 1947.                          |
| Hacuse   | Armstrong        | 1898          | 1899     | 18. ledna 1901  | Dne 15. května 1904 se potopila na minách. |

## Konstrukce

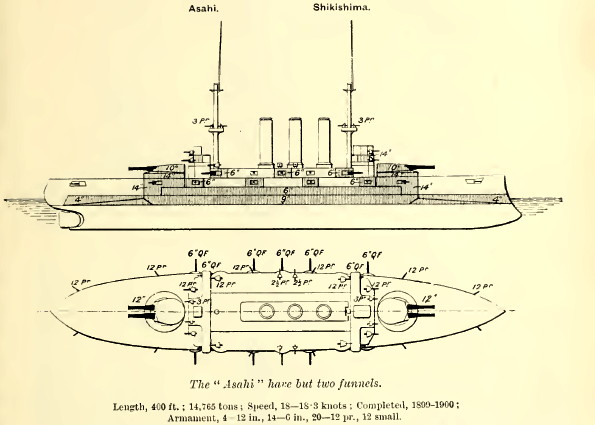
Základní uspořádání tříd Asahi a Hacuse

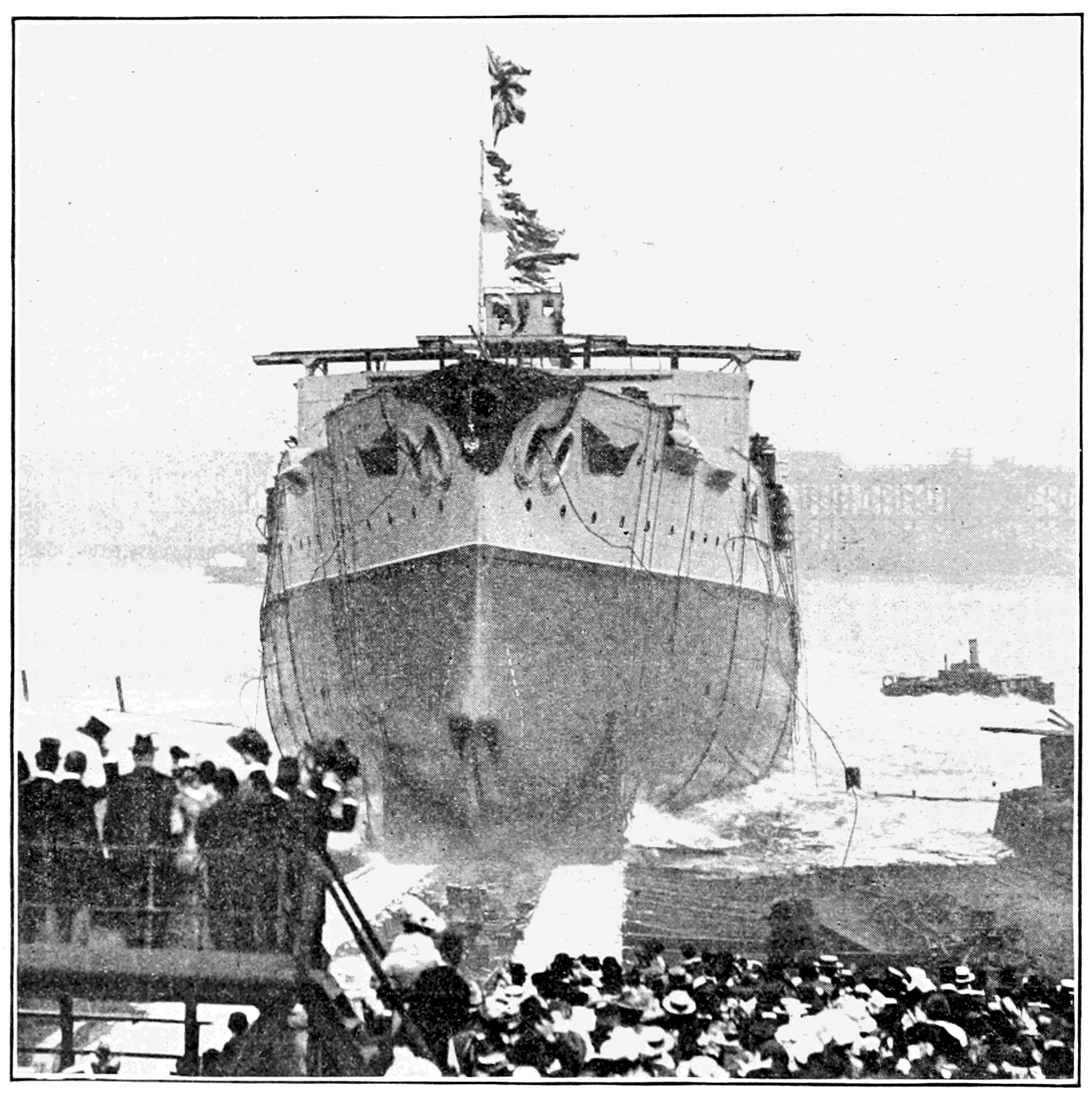
Hacuse

Výzbroj tvořily čtyři 305mm kanóny ve dvoudělových věžích, čtrnáct 152mm kanónů v kasematách, dvacet 76mm kanónů, dvanáct 47mm kanónů a pět 450mm torpédometů. Pro pancéřování byla využita harveyovaná ocel. Pohonný systém tvořilo 25 kotlů Belleville a dva parní stroje s trojnásobnou expanzí o výkonu 14 500 hp, pohánějící dva lodní šrouby. Nejvyšší rychlost dosahovala 18 uzlů. Dosah byl 5000 námořních mil při rychlosti 10 uzlů.

## Služba
Plavidla byla do služby přijata v letech 1900–1901. Hacuse ještě před návratem reprezentovala Japonsko na pohřbu britské královny Viktorie. Obě bitevní lodě byly nasazeny za rusko-japonské války. Dne 9. února 1904 se účastnily ostřelování hlavní ruské základny v Port Arthuru a vytvoření jeho námořní blokády. Dne 15. května 1904 Hacuse při provádění blokády najela na dvě miny a potopila se po výbuchu muničních skladů. Šikišima se následně účastnila bitvy ve Žlutém moři a bitvy u Cušimy. Od roku 1921 sloužila jako pobřežní bitevní loď. Později byla odzbrojena na základě Washingtonské konference a sloužila jako cvičná loď a hulk. Druhou světovou válku přečkala a roku 1947 byla sešrotována.